# Mesvin
Mesvin is een dorp in de Belgische provincie Henegouwen, en een deelgemeente van de Waalse stad Bergen. Mesvin was een zelfstandige gemeente tot aan de gemeentelijke herindeling van 1977.

## Geschiedenis
Bij de ontginning van het fosfaathoudend krijt werd een skelet gevonden van de Hainosaurus Bernardi, een soort Maashagedis. Verder werden er op het grondgebied van Mesvin belangrijke ontdekkingen gedaan uit het Vroegpaleolithicum. Men vond onder meer ook tal van silexstenen die waren afgeslogen volgens de Levalloistechniek, eigen aan de Neanderthalers.

## Bezienswaardigheden
- De Sint-Vincentiuskerk (Église Saint-Vincent) is een neogotisch kerkgebouw van 1895. Voordien was er een kapel.
- Van de Abdij van Bélian zijn enkele gebouwen overgebleven die tot woningen zijn verbouwd.

## Natuur en landschap
Mesvin ligt aan de By, een zijrivier van de Trouille. De hoogte aan de kerk bedraagt 45 meter.

## Economie
Vanaf de 17e eeuw tot 1830 werd blauwe hardsteen gewonnen waarmee de versterkingem van Bergen werden uitgebouwd. Van 1879-1924 werd ook fosfaatkalk gewonnen dat dienst deed als kunstmest. Steenkoolwinning is er nooit geweest: de mensen gingen werken in de mijnen van Flénu.

## Demografische ontwikkeling
- Bronnen:NIS, Opm:1831 tot en met 1970=volkstellingen

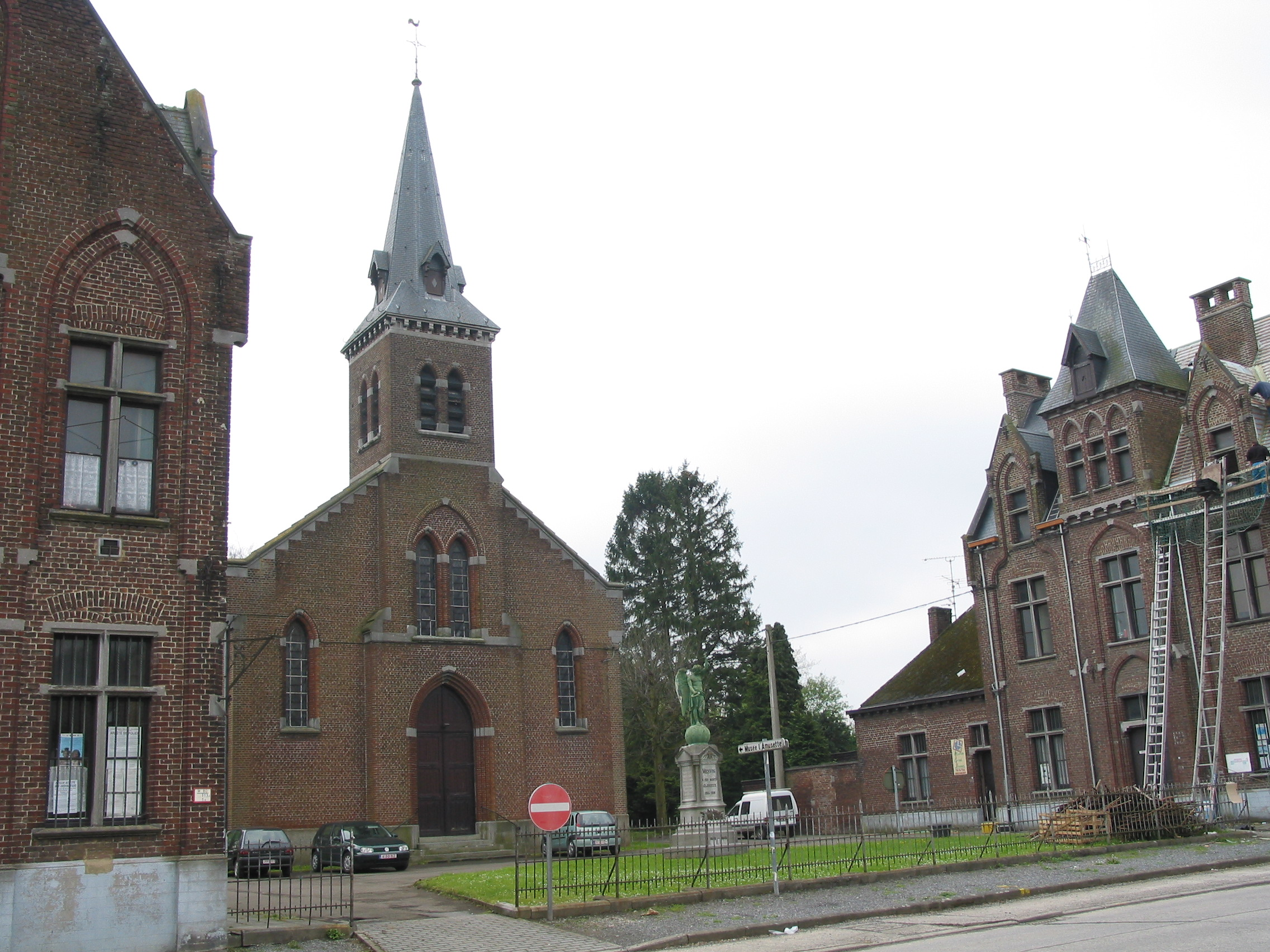
Sint-Vincentiuskerk.

## Nabijgelegen kernen
Hyon, Ciply, Nouvelles, Spiennes